# 德属喀麦隆
德属喀麦隆（德語：Kamerun）是德意志帝国于1884年至1916年拥有的一块非洲殖民地，主要在今日的喀麦隆，还包括加蓬及刚果共和国的北部，中非共和国的西部，乍得的南部及尼日利亚的东部。

## 历史

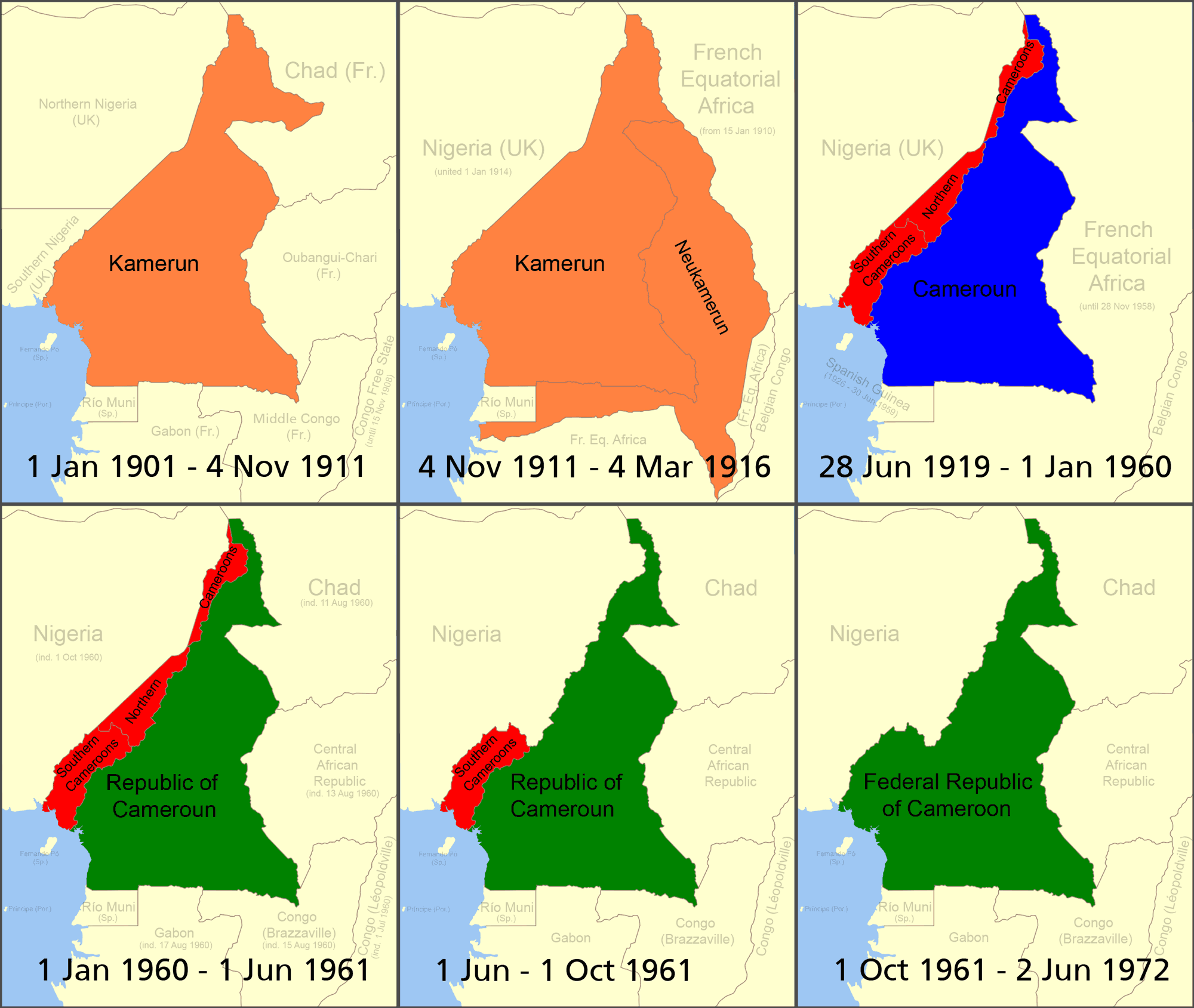
1901年-1972年间的喀麦隆
德属喀麦隆
英属喀麦隆
法属喀麦隆
喀麦隆共和国

### 19世纪
喀麦隆河三角洲（今称武里河三角洲）的第一个德国贸易站于1868年由汉堡的威尔曼贸易公司建于杜阿拉。公司在加蓬的代理人，約翰內斯·托梅倫（Johannes Thormählen）将活动扩展到喀麦隆河三角洲。1874年，托梅伦和公司在利比里亚的代理人威廉·揚岑（Wilhelm Jantzen）一起，创办了扬岑-托梅伦公司，并保持和威尔曼公司的联系。
这两间公司都将业务扩展至船运，以帆船及蒸汽船在汉堡及杜阿拉间运输旅客及货物。这两间公司及其他公司一道，向当地酋长购买了大量土地，并开展了系统的种植园经营，主要种植香蕉。
1884年，阿道夫·威爾曼代表所有的西非公司向德意志帝国政府请求“保护”。帝国宰相俾斯麦试图利用在当地的商人通过“特许公司”的形式来统治。但知晓了俾斯麦的提议后，这些公司撤消了他们的请求。
虽然这些公司的核心商业利益是在帝国的保护下进行有利可图的贸易活动，但他们还是决定远离政治约定。最终俾斯麦向威尔曼让步，并令海军部派遣了炮艇。为展示德国在该地的权益，一艘小型炮艇海鸥号（SMS Möwe）被派到了西非。

### 喀麦隆保护国
喀麦隆保护国成立于欧洲帝国主义瓜分非洲的时代，德国的探险家、医生、领事及西非专员古斯塔夫·纳赫提噶尔是促成殖民地成立的主要推手。这之后，汉堡及不莱梅的一连串公司都开始在德属喀麦隆进行贸易及种植园活动。

### 20世纪
借助帝国国库的补助，殖民地建成了两条从杜阿拉通往农业基地的铁路，北线160公里，通往马能古巴山脉（今西南区），另一条则全长300公里，主要通往尼永河流域的马卡克一个大规模的邮政、电报系统以及政府船只组成的河上交通网连接了沿岸部及内陆部。
喀麦隆保护国在1911年扩展到了新喀麦隆（Neukamerun），作为由《非斯条约》解决的第二次摩洛哥危机之结果。

#### 德国丢失喀麦隆
随着第一次世界大战的爆发，法国、比利时及英国军队于1914年入侵了德属殖民地，并在喀麦隆战役后完全占领了德属喀麦隆。最后一座投降的堡垒是1916年北部的莫拉。
随着德国的战败，《凡尔赛条约》将新喀麦隆划分为两个第二等国际联盟托管地，分别由英国及法国代管。法属喀麦隆及英属喀麦隆的一部分于1961年合并成了喀麦隆共和国。

##### 图集

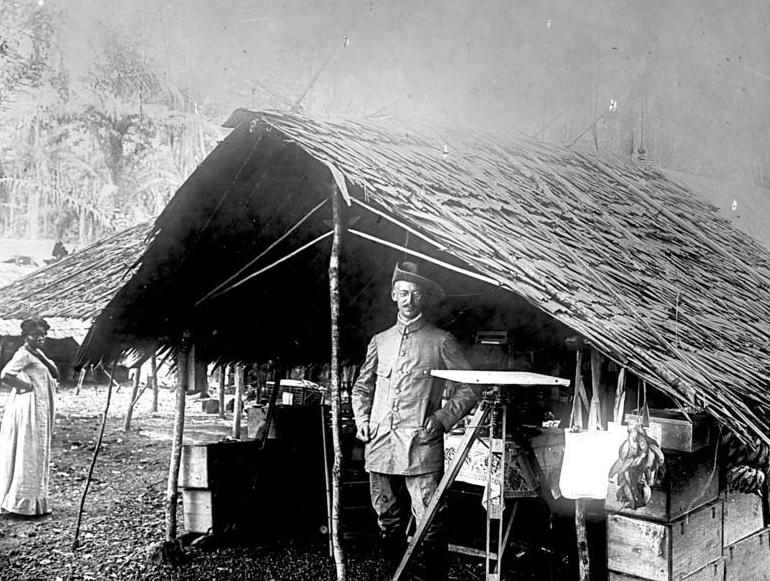
喀麦隆的德国测量员，1884年
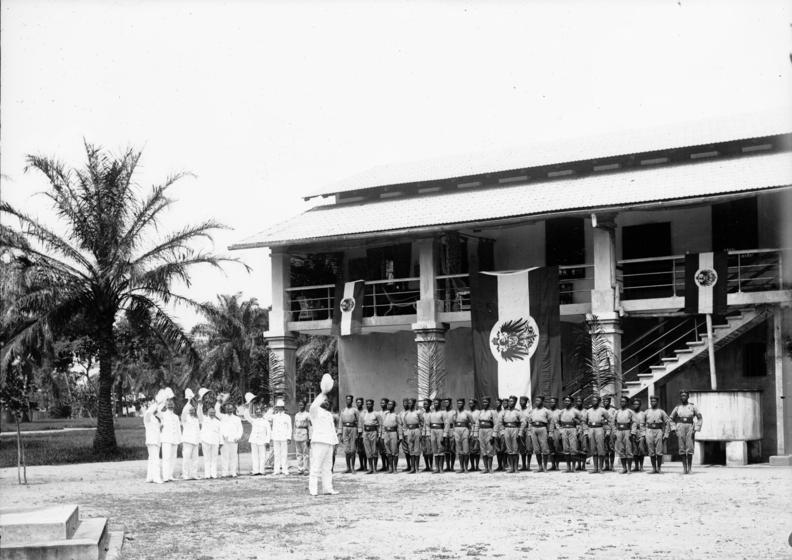
1901年德皇诞辰时的杜阿拉警察
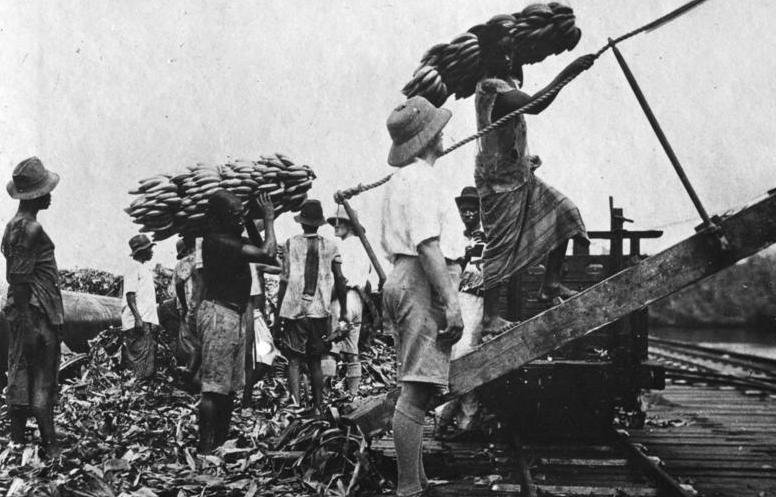
装载香蕉运往德国，1912年

## 脚注
1. ↑  Washausen, Hamburg und die Kolonialpolitik, p. 68
2. ↑  Washausen, p. 116
3. ↑  Haupt, Deutschlands Schutzgebiete, p. 57
4. ↑  到了1911年，贸易总量达到了五千万金马克 [Haupt, p. 64].
5. ↑  该条铁路后来扩展至今喀麦隆首都雅温得。